# ゼムガレ

ゼムガレの紋章

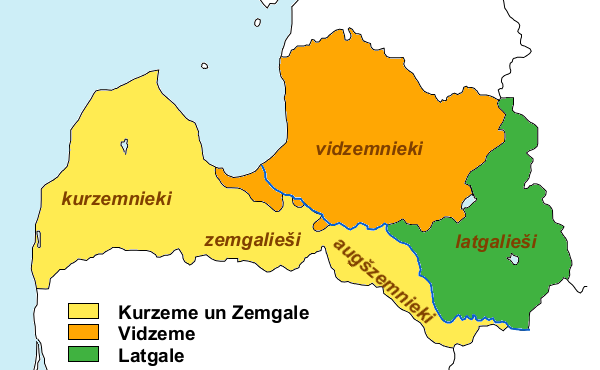
ラトビアの歴史的な地方区分

ゼムガレ（ラトビア語: Zemgale、リヴォニア語：Zemgāl、ポーランド語: Semigalia、リトアニア語: Žiemgala）は、ラトビアの歴史的な地域区分のひとつ。ラテン語名のセミガリア (Semigalia, Semigallia) やドイツ語名のゼムガレン（独: Semgallen）としても知られる。
現在のラトビア共和国の南部にあたり、セロニア、ジェマイティヤ（サモジチア）、クールラント、リヴォニアと境を接する。リトアニアの一部を含む場合もある。地勢は平らで、主要河川はダウガヴァ川、最大都市はかつてクールラント公国の首都が置かれたイェルガヴァである。このほかアウツェ (Auce) 、バルドネ (Baldone) 、ドベレ (Dobele) 、エングレ (Engure) 、イエツァヴァ (Iecava) 、ヤウンピルス (Jaunpils) 、オゾルニエキ (Ozolnieki) 、ルンダーレ (Rundāle) 、テールヴェテ (Tērvete) 、トゥクムス、ヴェツムニエキ (Vecumnieki) の各基礎自治体が含まれる。

## 歴史
地域名はバルト人のゼムガレ人からとられた。13世紀からセロニアもゼムガレに含まれるようになり、現在もゼムガレ選挙区の東部をなす。同じバルト人のセロニア人にちなむ、この地域はリトアニアの北東部でもある。
1795年から1918年までロシア帝国のクールリャント県に属し、第一次世界大戦後にラトビア領となった。